# Unione per la Democrazia e il Progresso Sociale
L'Unione per la Democrazia e il Progresso Sociale è uno dei maggiori partiti politici congolesi, di ispirazione liberale e socialdemocratica. È secondo solo al Movimento di Liberazione del Congo, e dal 2019 detiene la presidenza del paese con Félix Tshisekedi, figlio del fondatore e storico leader del partito Étienne.